# Norwich
Norwich [/ˈnɒrɪdʒ, -ɪtʃ/] ist eine Universitätsstadt im Osten Englands und Hauptstadt des Countys Norfolk. Das Stadtbild zeichnet sich insbesondere durch einen gut erhaltenen mittelalterlichen Stadtkern aus. Trotz der etwa 190.000 Einwohner hat sich Norwich durch die eher abgeschiedene Lage einen gewissen Kleinstadtcharakter bewahrt. Norwich ist sowohl Sitz eines anglikanischen als auch eines römisch-katholischen Bistums.

## Geografie
Norwich liegt an dem kleinen Fluss Wensum in der Nähe der Norfolk Broads. Die als Norfolk Coast (AONB) besonders geschützte Nordseeküste ist etwa 20 bis 40 km (Luftlinie) in nördlicher Richtung entfernt.

## Geologie
Norwich wurde auf sehr kalksteinhaltigem Grund erbaut. Im Mittelalter befanden sich Kalksteinminen auf dem heutigen Stadtgebiet und die Stadt ist bekannt dafür, dass es gelegentlich zu Bodenabsenkungen durch Dolinen („Sinkhöhlen“) kommt. Der spektakulärste Fall ereignete sich am 3. März 1988 in der Earlham Road im Stadtzentrum, als eine alte Kalksteinmine kollabierte und ein Doppeldeckerbus größtenteils in dem entstandenen Sinkloch verschwand. Dabei kam niemand zu Schaden.

## Geschichte

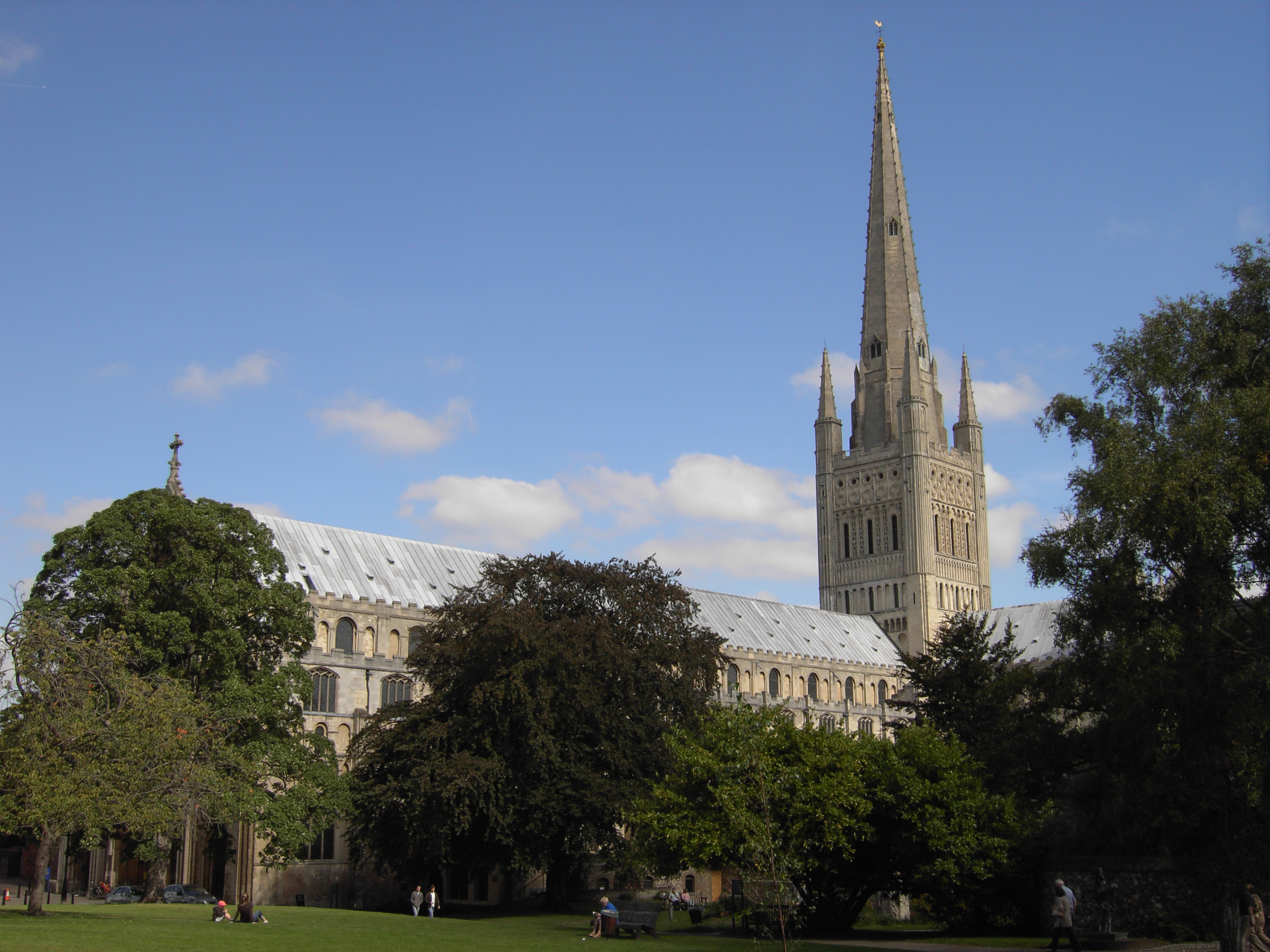
Anglikanische Kathedrale der Heiligen Dreifaltigkeit von Norwich

### Von den Icenern bis zu den Normannen
Die Stadt hat ihren Ursprung in mehreren zunächst icenischen und dann angelsächsischen Siedlungen gelegen an einer Furt des Flusses Wensum. Eine dieser Siedlungen hieß „Northwic“. Auf Münzen, die während der Herrschaft von König Æthelstan (von 927 bis 939 König der Engländer) geschlagen wurden, ist der Name „Northwic“ erstmals überliefert. Als Norwich 1004 von Wikingern nahezu gänzlich zerstört wurde, war die Stadt bereits eine der größten Siedlungen Englands. Diese Entwicklung basierte auf der vorteilhaften Lage der Stadt am Fluss Wensum und der Nähe zur Nordsee. Diese begünstigte den Handel mit Waren aus dem mittleren England, Russland, Skandinavien, dem Rheinland und dem damaligen Flandern. Nach der Eroberung Englands durch die Normannen im Jahre 1066 begannen diese mit dem Bau einer hölzernen Befestigungsanlage, die um 1100 durch eine steinerne Anlage, Norwich Castle, ersetzt wurde. Zur gleichen Zeit begann der Bau der Kathedrale der Heiligen Dreifaltigkeit, die von Bischof Herbert de Losinga gegründet wurde und deren erste Fertigstellung 50 Jahre in Anspruch nahm. Beide Bauten, die mehrmals erweitert und umgebaut wurden, sind heute zentrale Blickfänge im Stadtbild. Außerdem gibt es eine römisch-katholische Kathedrale (s. unten).

### Mittelalter bis Neuzeit

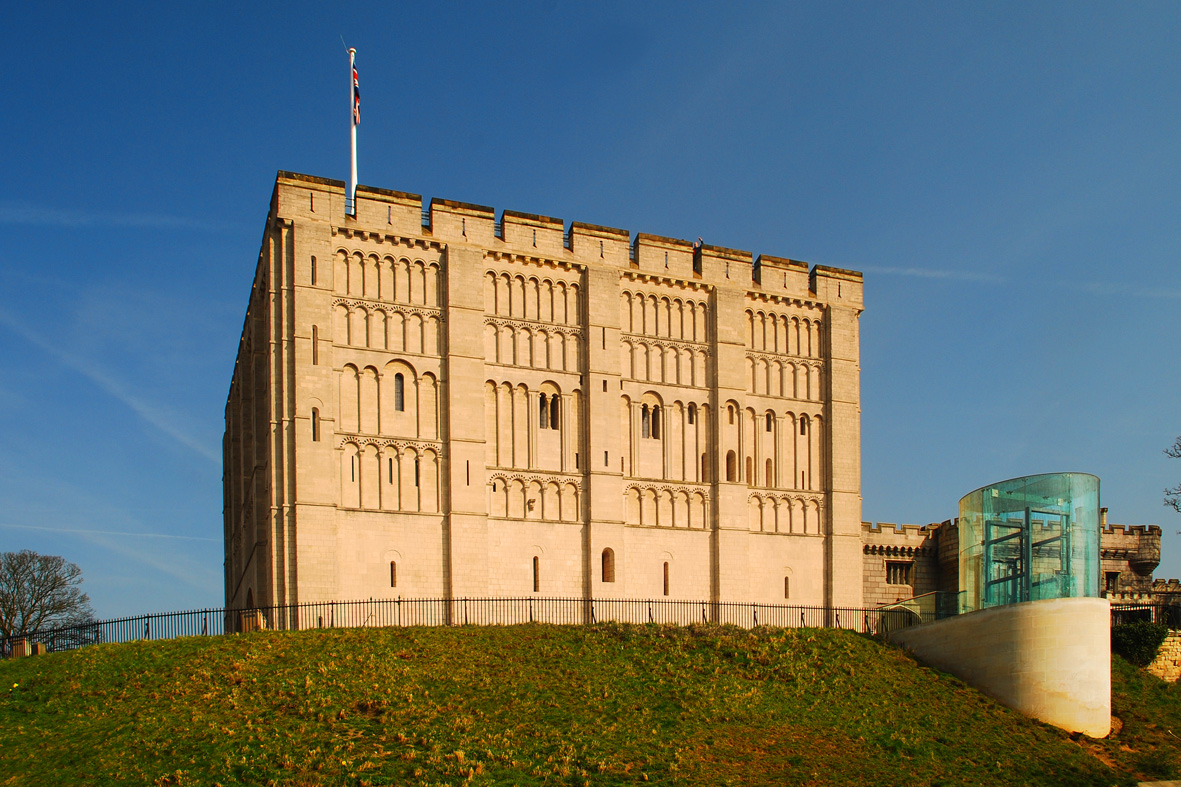
Norwich Castle

Die Stadtrechte erhielt Norwich im Jahre 1194 von Richard I. Norwich blieb während des Mittelalters und der frühen Neuzeit von größeren Bränden, Krankheitsepidemien und politischen Unruhen nicht verschont. So zerstörten im Jahre 1507 zwei Brände einen Großteil der Stadt. Im Gegensatz zur heutigen Situation war das mittelalterliche Norwich in seiner Größe und Bedeutung lediglich mit dem damaligen London zu vergleichen. Daher gab es auch eine kleine jüdische Gemeinde dort, die im Fall William von Norwich unter falsche Anklage geriet. Die Stadtmauer, erbaut von 1297 bis 1344, hatte eine Länge von 4 km und schloss ein Stadtgebiet ein, das das von London um einiges übertraf. Reste dieser Stadtmauer sind heute noch an wenigen Stellen erhalten. Mit dem Beginn des 14. Jahrhunderts begann Norwich sich zu einem Zentrum der Weberei und des Handels mit Stoffen und Kleidung in England und darüber hinaus zu entwickeln. Diese Bedeutung verlor die Stadt im Laufe der industriellen Revolution im 19. Jahrhundert und der Einführung der fabrikmäßigen Herstellung von Stoffen. Das „Wappentier“ der Weber, der Kanarienvogel, findet sich heute noch im Emblem des städtischen Fußballclubs, den „Canaries“, und zeugt von der Bedeutung dieses Zweiges in der Blütezeit der Stadt.

### Das 19. und 20. Jahrhundert

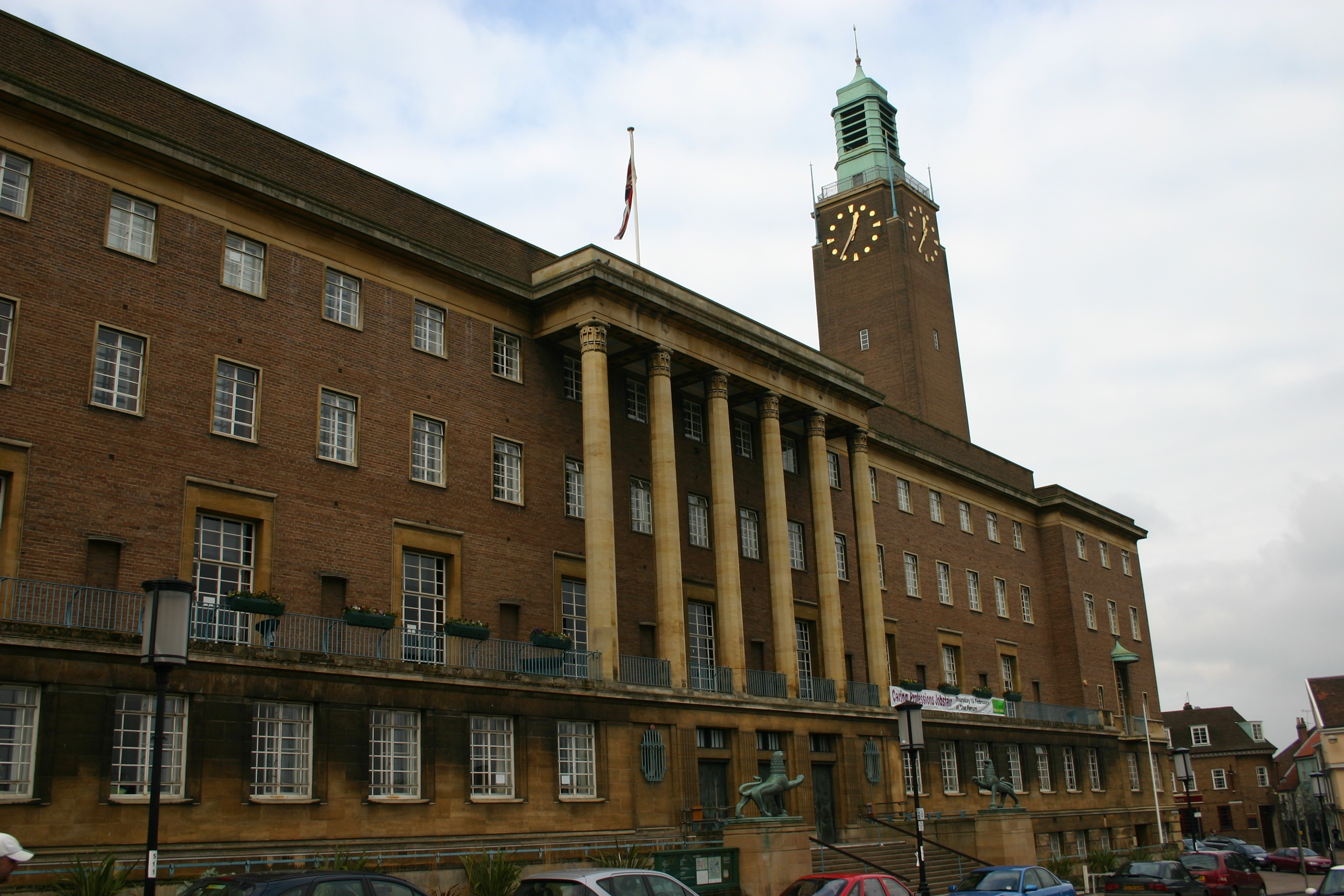
Rathaus von Norwich (erbaut 1938)

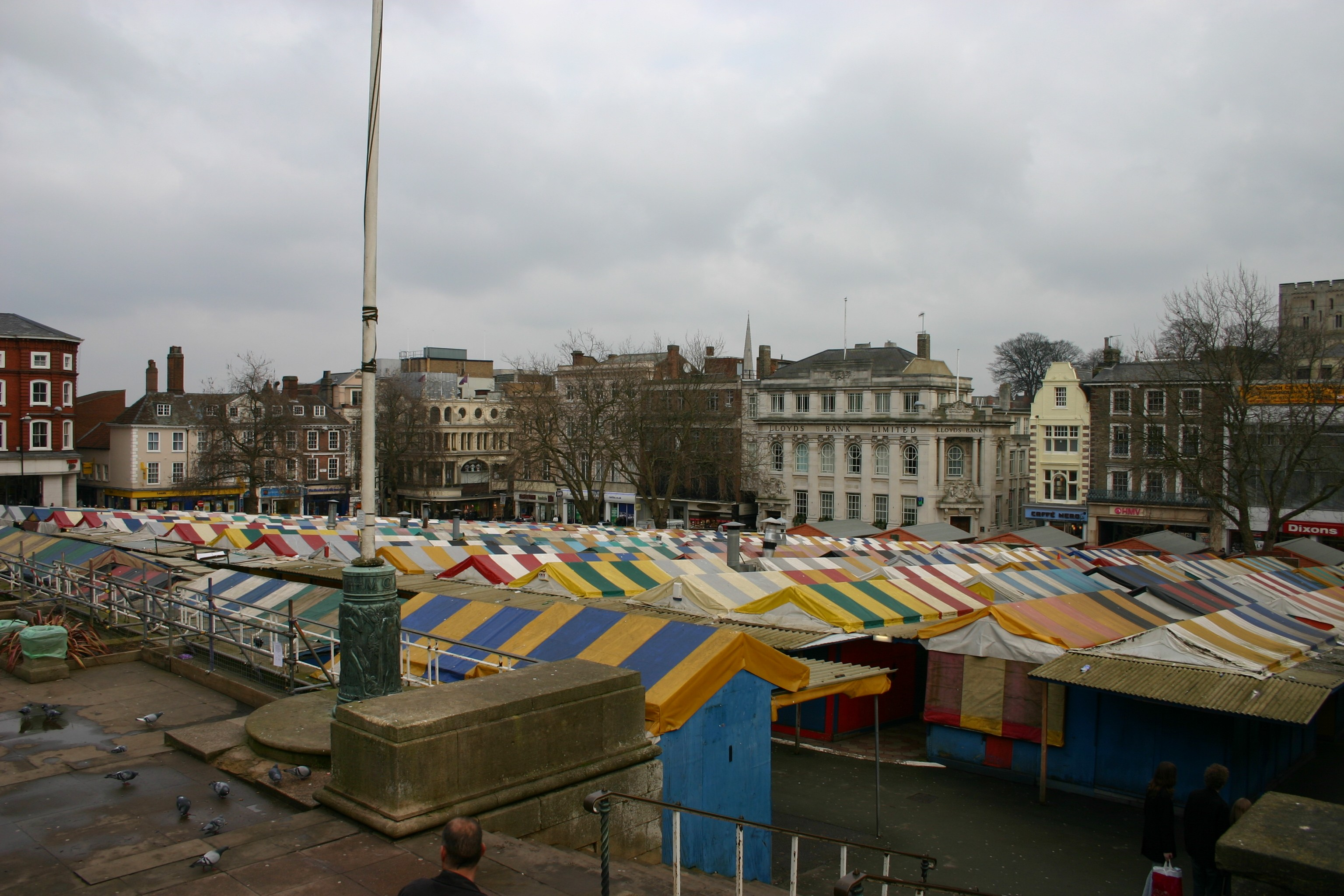
Marktplatz in Norwich

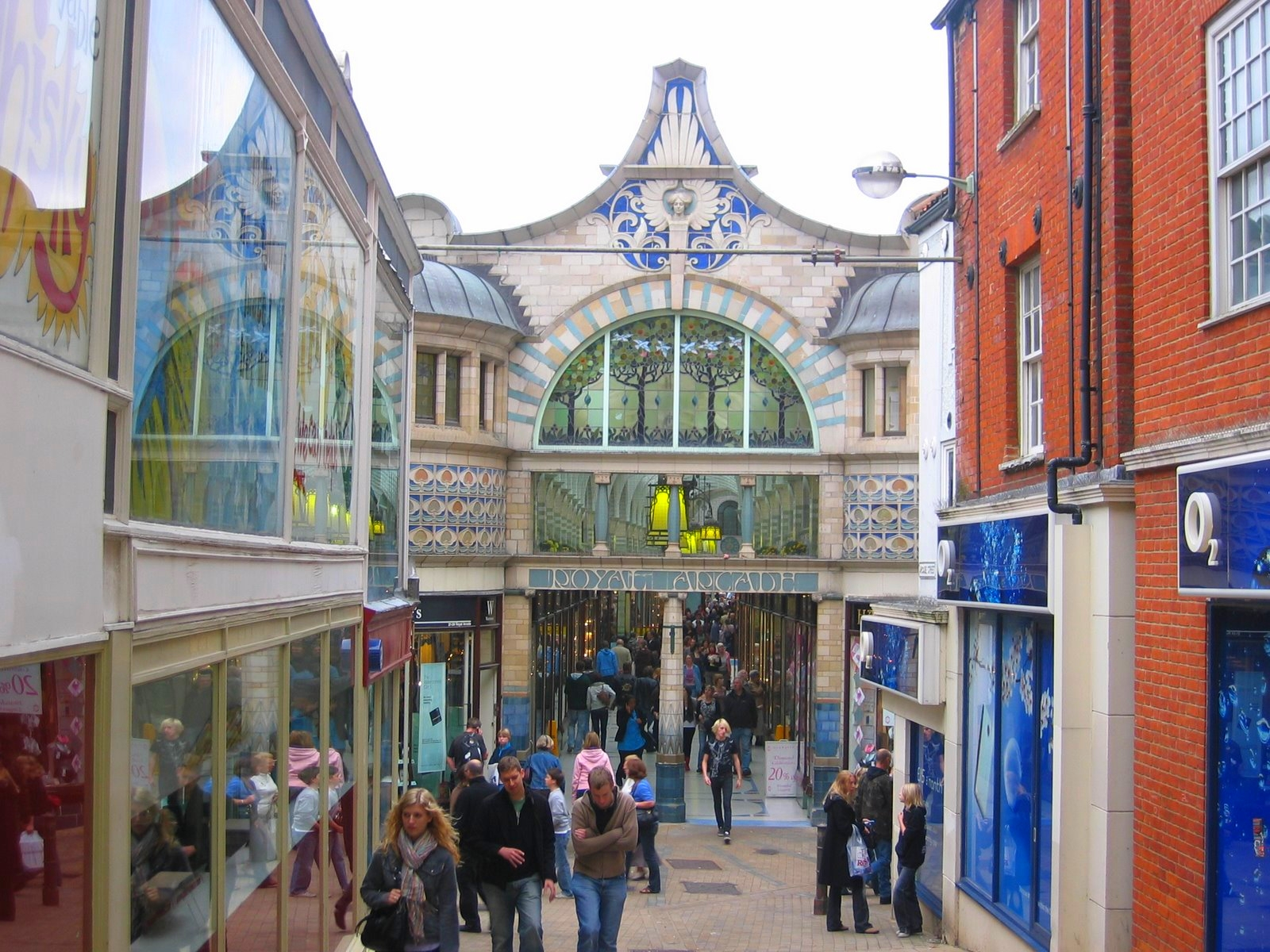
Im Jugendstil gestalteter Eingang zur Einkaufspassage Royal Arcade

Die Zahl der Stadtbevölkerung verdoppelte sich, hauptsächlich durch den Zuzug aus ländlichen Gebieten, von 1810 bis 1870 auf ca. 80.000 Einwohner und die Wohnfläche begann sich über die Stadtmauer hinaus auszudehnen. Dies und der steigende Verkehr führte dazu, dass die im Mittelalter erbaute Stadtmauer teilweise eingerissen und durch breitere Verkehrswege ersetzt wurde. Der Bau der Eisenbahnlinie und dreier Bahnhöfe, von denen lediglich die 1844 eröffnete „Thorpe Station“ heute noch besteht, sorgte für weitere Veränderung im Charakter der Stadt. Vor dem Bau des Bahnhofs war es aufgrund geografischer Isolation oftmals einfacher, von Norwich aus nach Amsterdam als nach London zu reisen. Von 1900 an verrichtete zudem eine Straßenbahn ihren Dienst, allerdings nur für 30 Jahre. 
Im Jahr 1938 wurde, begleitet von einiger Kritik an dessen Architektur, das heute noch das Stadtbild am Marktplatz dominierende Rathaus eingeweiht. Während des Zweiten Weltkrieges wurde Norwich mehr als vierzig Mal bombardiert. Außerdem fielen etwa 44 V2-Raketen auf Norwich. Einige tausend Wohnhäuser, Fabriken und Kirchen wurden beschädigt. Der Wiederaufbau fand hauptsächlich während der 1950er Jahre statt.
Im Jahr 1963 wurde als Teil eines Programms zur Gründung neuer Universitäten der britischen Regierung die University of East Anglia (UEA) gegründet.

## Sehenswürdigkeiten

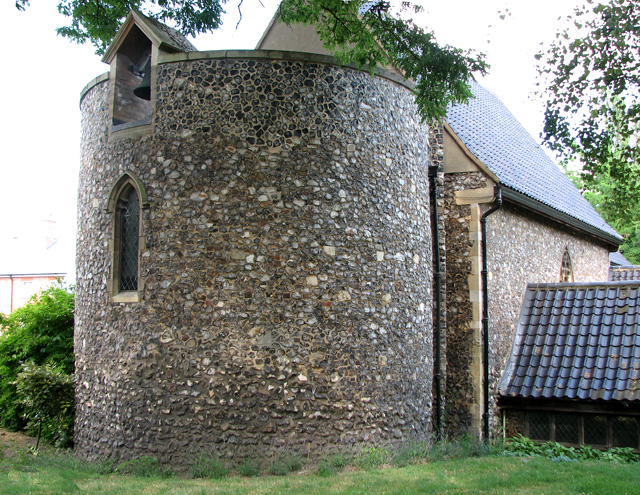
Roundtower Church St Julian's

Norwich soll nach dem Zweiten Weltkrieg neben der Kathedrale 35 mittelalterliche Kirchen besessen haben, von denen in den 1970er Jahren viele geschlossen wurden. Bekannt sind die Pfarrkirche St Peter Mancroft im Perpendicular Style und St. Andrew in der St. Andrew’s Street mit einem Totentanz in Glasmalerei. Weiter sind das Castle und die St Andrew’s and Blackfriars Hall (The Halls), eine frühere Dominikanerkirche, beachtenswert. Im Jahr 1910 wurde am höchsten Punkt des Stadtzentrums die 1882 begonnene römisch-katholische Kathedrale St. Johannes der Täufer geweiht, Bischofskirche des Bistums East Anglia und eines der bedeutendsten Beispiele der englischen Neugotik.

## Politik

### City Council
Im Stadtparlament hat seit der Wahl am 5. Mai 2011 die Labour Party 18 Ratsmitglieder, die Grünen stellen 15, die Liberaldemokraten 4 und die Konservative Partei 2 Ratsmitglieder.

### Stadtrat
- Greens: 15
- Labour: 19
- LibDem: 3
- Cons.: 0
- Unabh.: 2
- Sonst.: 0

Nächste Wahl: 7. Mai 2026

### Partnerstädte
| Stadt    | Land        | seit |
| -------- | ----------- | ---- |
| El Viejo | Nicaragua   | 1996 |
| Koblenz  | Deutschland | 1978 |
| Novi Sad | Serbien     | 1989 |
| Rouen    | Frankreich  | 1959 |

## Wirtschaft

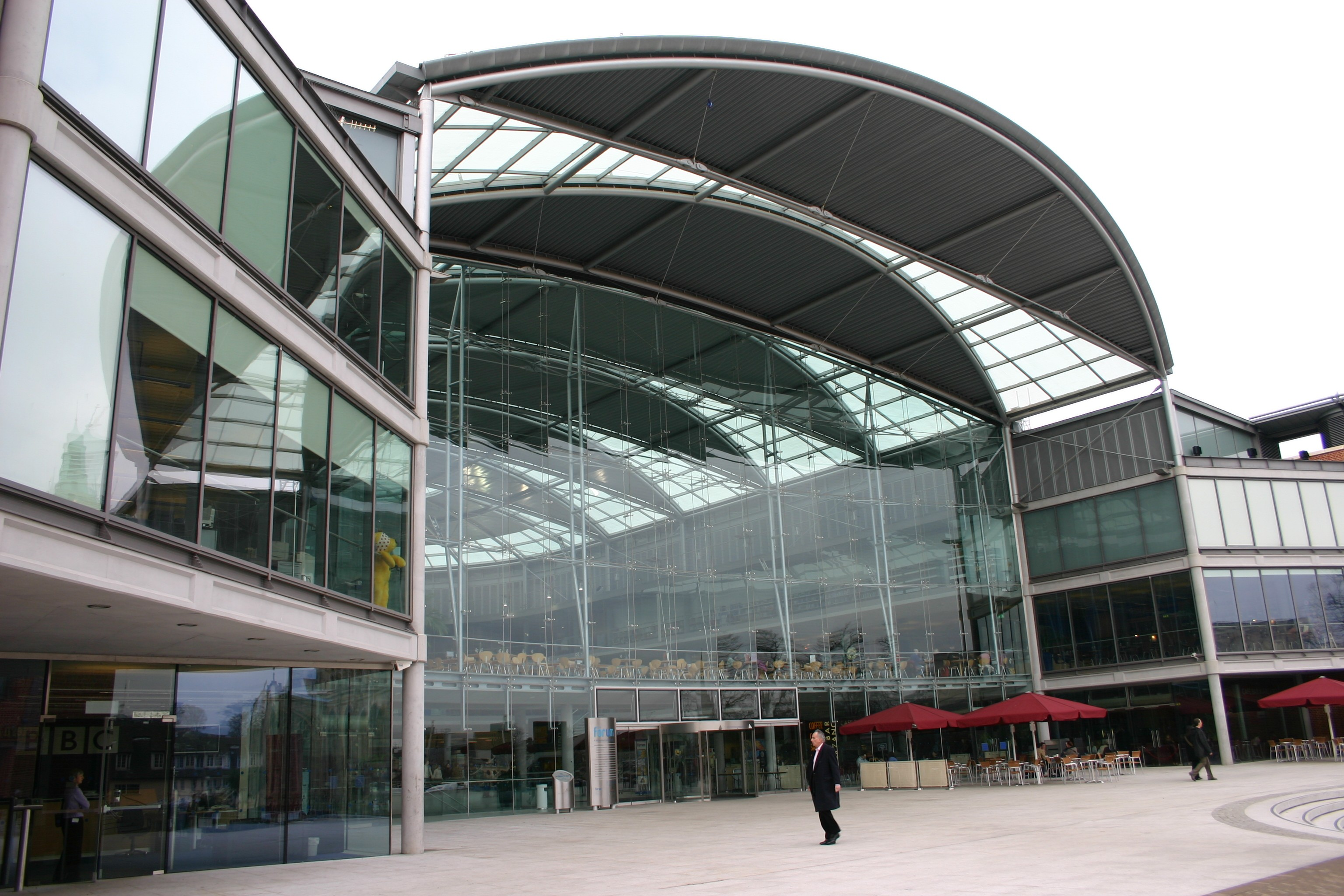
Millennium Library

Norwich war eine wichtige Industriestadt, die u. a. durch ihre Schuhindustrie bekannt wurde, die untergegangen ist. Die Produktion der weltberühmten Senfmarke Colman’s, die zum Unilever-Konzern gehört, soll 2019 geschlossen und nach Burton-on-Trent und nach Deutschland verlagert werden.
Der allgemeine Niedergang der englischen Industrie in den letzten Jahrzehnten des 20. Jahrhunderts wurde in Norwich durch neuere Stadtentwicklungsprogramme und die Entwicklung der Dienstleistungsökonomie gebremst. So wurde westlich von Norwich das Norfolk and Norwich University Hospital errichtet, das zentrale Krankenhaus für die Region. Auf dem Ufergebiet in der Nähe des Bahnhofs wurde das Vergnügungsviertel „Riverside Entertainment Complex“ gebaut, in dem sich Kinos, Restaurants und Geschäfte befinden. Die Millennium Library (genannt 'The Forum') am Marktplatz, ein Komplex aus Glas und Stahl, beherbergt neben der öffentlichen Bibliothek der Stadt auch das Tourist Information Centre, die regionalen Studios der BBC und Restaurants.
Der Marktplatz, in der Nähe von Rathaus und Forum gelegen, gilt als der älteste und größte Straßenmarkt Englands. Daneben befindet sich die viktorianische Jugendstil-Einkaufspassage Royal Arcade.
In dem westlich der Stadt gelegene Norwich Research Park befinden sich das Institute for Food Research (IFR) mit der dort befindlichen National Collection of Yeast Cultures und die beiden Institutionen im Bereich der molekularen Pflanzenforschung das Sainsbury Laboratory und das John Innes Centre. Bayer CropScience betreibt hier eine Fabrik.
Die beiden ansässigen Zeitungen sind die Norwich Evening News und die Eastern Daily Press. Norwich besitzt mit dem Norwich International Airport einen internationalen Flughafen, der hauptsächlich durch KLM von Amsterdam aus bedient wird.

## Sport
Der städtische Fußballverein Norwich City, auch bekannt als The Canaries (die Kanarienvögel), war in der Saison 2020/21 zum neunten Mal in der Premier League, der höchsten englischen Spielklasse, vertreten. Die größten Erfolge des Vereins sind der zweimalige Gewinn des League Cup und ein dritter Platz in der Premier League 1992/93. Seine Heimspiele trägt der Verein an der Carrow Road aus.

## Bekannte Personen

### Söhne und Töchter der Stadt
- William von Norwich (1132–1144), Opfer einer Ritualmordlegende
- Juliana von Norwich (c. 8. November 1342 – c. 1416), Heilige, Mystikerin, Autorin des Buchs Die Offenbarungen der göttlichen Liebe (Revelations of Divine Love)
- Thomas Morley (1557/1558–1602), Komponist der Renaissance
- Robert Greene (1558–1592), Schriftsteller
- Matthew Parker (1559–1575), Erzbischof von Canterbury
- John Taylor (1703–1770), Okulist und medizinischer Scharlatan
- William Beloe (1756–1817), Schriftsteller, Übersetzer und Herausgeber
- Anne Plumptre (1760–1818), Schriftstellerin und Übersetzerin
- John Crome (1768–1821), Landschaftsmaler
- Amelia Opie (1769–1853), Schriftstellerin und Abolitionistin
- Annabella Plumptre (1769–1838), Schriftstellerin und Übersetzerin
- Robert Woodhouse (1773–1827), Mathematiker und Hochschullehrer
- William Crotch (1775–1847), Komponist und Organist
- Peter Barlow (1776–1862), Schriftsteller und Physiker
- Elizabeth Fry (1780–1845), Reformerin des Gefängniswesens
- John Curtis (1791–1862), Entomologe und Illustrator
- Nathaniel Grew (1829–1897), Ingenieur und Unternehmer
- Walter Joseph Sendall (1832–1904), Kolonialbeamter
- Arthur Henry Mann (1850–1929), Organist und Komponist
- Margaret Fountaine (1862–1940), Schmetterlingsforscherin
- Edith Cavell (1865–1915), Krankenschwester, exekutiert als Spionin im Ersten Weltkrieg
- Charles D. Hall (1888–1970), Szenenbildner
- Basil Maine (1894–1972), Musikkritiker, Komponist, Schriftsteller, Erzähler und Priester
- Ambrose Reeves (1899–1980), Anglikaner und Anti-Apartheidsaktivist
- Christopher Boardman (1903–1987), Segler
- Evelyn Pinching (1915–1988), Skirennläuferin, Weltmeisterin
- Beryl Bryden (1920–1998), Jazz- und Bluesmusikerin
- Robert Hinde (1923–2016), Verhaltensforscher
- Jillian Beardwood (1934–2019), Mathematikerin, bekannt für das Beardwood-Halton-Hammersley-Theorem
- Tony Sheridan (1940–2013), Mitbegründer der Beatmusik
- Frank Doubleday (1945–2018), Schauspieler
- Philip Pullman (* 1946), Schriftsteller
- Jocelyn Lovell (1950–2016), kanadischer Radrennfahrer
- Steve Buttle (1953–2012), Fußballspieler
- David Sears (* 1955), Unternehmer und Autorennfahrer
- Christopher Bishop (* 1959), Informatiker
- Julian Jarrold (* 1960), Filmregisseur und Produzent
- Paul Easter (* 1963), Schwimmer
- Mike Gascoyne (* 1963), Automobil-Ingenieur
- Cathy Dennis (* 1969), Sängerin, Songschreiberin und Musikproduzentin
- Barry Pinches (* 1970), Snookerspieler
- Edward Rushton (* 1972), Komponist und Pianist
- Zoe Telford (* 1973), Schauspielerin
- Paul Warne (* 1973), Fußballspieler und -trainer
- Olivia Colman (* 1974), Schauspielerin
- Richard Bloomfield (* 1983), Tennisspieler
- Freddie Gavita (* 1985), Jazztrompeter
- Kit Downes (* 1986), Jazzmusiker
- Flora Yukhnovich (* 1990), Künstlerin
- Chris Baker (* 1991), Hochspringer
- Saraya-Jade Bevis (* 1992), Wrestlerin bei der WWE
- Iona Lake (* 1993), Leichtathletin
- Olly Stone (* 1993), Cricketspieler
- Angus Gunn (* 1996), Fußballspieler
- Jack Main (* 1996), Dartspieler
- Alfie Hewett (* 1997), Rollstuhltennisspieler
- Sheridan Winn, Schriftstellerin

### Weitere bekannte Personen
- Stuart Ashen, Comedian, Schauspieler, Schriftsteller (* 1976), lebt und arbeitet in Norwich.
- Ben Bradshaw, Journalist und Labour-Politiker (* 1960) ist in Norwich aufgewachsen.
- Thomas Browne, Arzt, Schriftsteller, Universalgelehrter (1605–1682), lebte ab 1636 in Norwich und wurde hier zum Ritter geschlagen.
- W. G. Sebald, Schriftsteller und Literaturwissenschaftler (1944–2001), lehrte an der University of East Anglia.